# Claude de Vin, Mademoiselle des Œillets

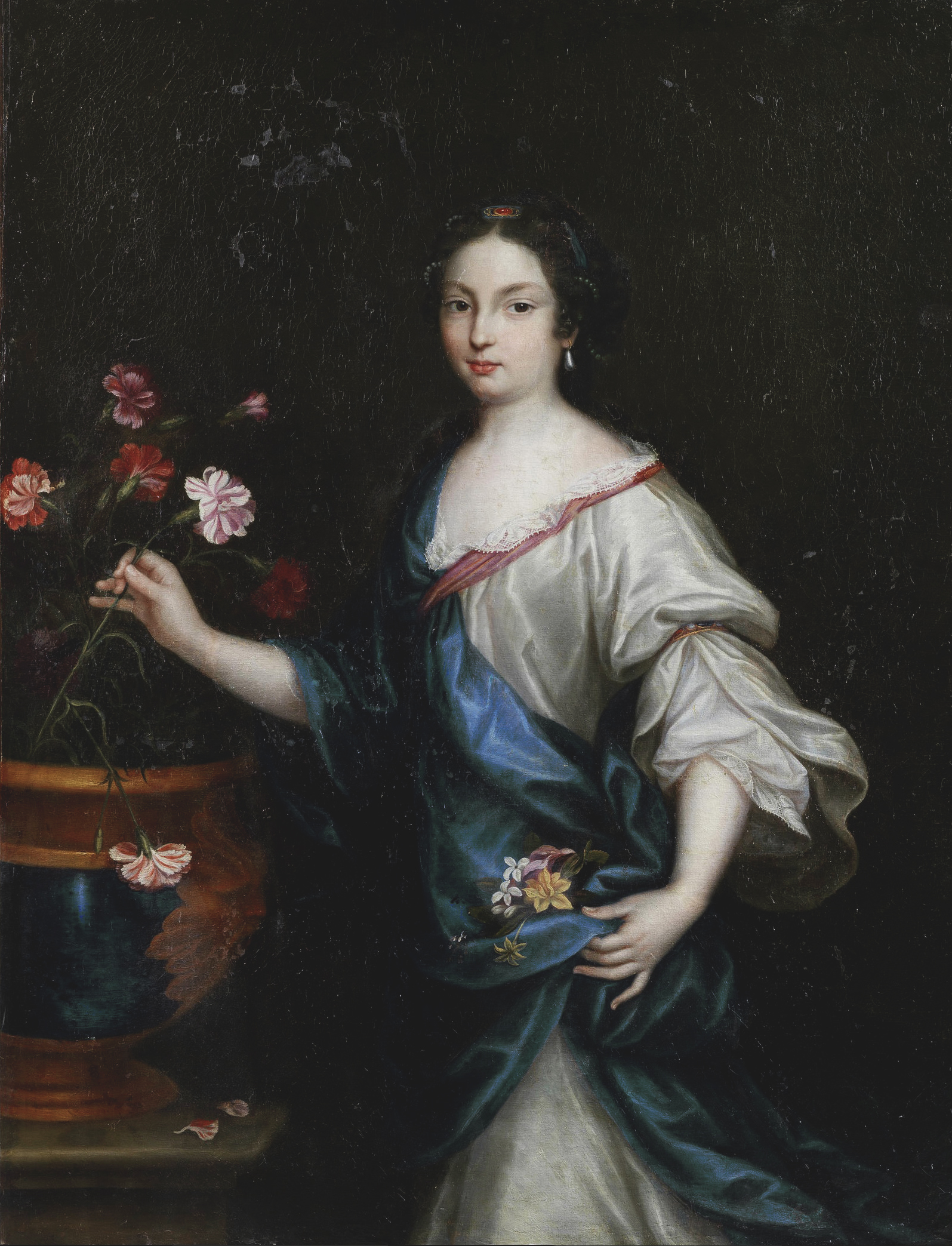
Porträt der Mademoiselle des Oeillets
(Werk von Pierre Mignard)

Claude de Vin des Œillets, genannt Mademoiselle des Œillets, (* 1637 in der Provence; † 18. Mai 1687 in Paris) war eine Mätresse des französischen Königs Ludwig XIV. und von Jean-Baptiste Colbert.

## Leben
Claude war die Tochter von Nicholas de Vin und seiner Frau Louise Faviot. Sie kam als Hofdame in den Haushalt der Madame de Montespan und wurde bei Hofe eingeführt. Sie wurde auch durch ihre Herrin in die Giftaffäre um Catherine Monvoisin verwickelt. Die spätere Liaison mit dem König blieb Madame de Montespan nicht verborgen und sie entfernte die Hofdame aus ihrem Dienst.
Neben dem König war sie auch die Mätresse des Marine- und Finanzministers Jean-Baptiste Colbert. Claude de Vin des Œillets lebte später im „Hôtel particulier de la rue Montmartre“, wo sie ein Leben im Luxus führte. Ihr gehörte auch das Château de Suisnes in Grisy-Suisnes, das ihr als Landhaus diente. Aus der Beziehung mit dem Sonnenkönig ging eine Tochter hervor, die er aber nicht anerkannte: Louise de Maisonblanche (1676–1718).